# Atherospermataceae
Atherospermataceae er en lille familie med 6-7 slægter og 16 arter, som er udbredt i Ny Guinea, New Zealand, Australien, Ny Kaledonien og Chile. Det er træer, buske eller lianer med modsatte blade, som har takket rand, og hvor sideribberne er sammenvokset, sådan at de danner en gennemløbende ring inden for bladranden. Blomsterne er forholdsvis små. Frugterne er nødder med frøhaler.
| Slægter |

- Atherosperma
- Daphnandra
- Doryphora
- Dryadodaphne
- Laurelia
- Nemuaron